# B3GAT1
3-beta-glukuronoziltransferaza 1 (B3GAT1) je enzim koji je kod ljudi kodiran genom B3GAT1, čija enzimska aktivnost stvara CD57 epitop na drugim proteinima na površini ćelije. U imunologiji, antigen CD57 (CD označava klaster diferencijacije) je takođe poznat kao HNK1 (ljudski prirodni ubica-1) ili LEU7. Izražava se kao epitop ugljenih hidrata koji sadrži sulfoglukuronilni ostatak u nekoliko adhezionih molekula nervnog sistema.

## Literatura
- Andersson B, Wentland MA, Ricafrente JY, Liu W, Gibbs RA (април 1996). „A "double adaptor" method for improved shotgun library construction”. Analytical Biochemistry. 236 (1): 107—113. PMID 8619474. doi:10.1006/abio.1996.0138.
- Yu W, Andersson B, Worley KC, Muzny DM, Ding Y, Liu W,  . (април 1997). „Large-scale concatenation cDNA sequencing”. Genome Research. 7 (4): 353—358. PMC 139146 . PMID 9110174. doi:10.1101/gr.7.4.353.
- Tone Y, Kitagawa H, Imiya K, Oka S, Kawasaki T, Sugahara K (октобар 1999). „Characterization of recombinant human glucuronyltransferase I involved in the biosynthesis of the glycosaminoglycan-protein linkage region of proteoglycans”. FEBS Letters. 459 (3): 415—420. PMID 10526176. S2CID 7878952. doi:10.1016/S0014-5793(99)01287-9 .
- Mitsumoto Y, Oka S, Sakuma H, Inazawa J, Kawasaki T (април 2000). „Cloning and chromosomal mapping of human glucuronyltransferase involved in biosynthesis of the HNK-1 carbohydrate epitope”. Genomics. 65 (2): 166—173. PMID 10783264. doi:10.1006/geno.2000.6152.
- Pedersen LC, Tsuchida K, Kitagawa H, Sugahara K, Darden TA, Negishi M (новембар 2000). „Heparan/chondroitin sulfate biosynthesis. Structure and mechanism of human glucuronyltransferase I”. The Journal of Biological Chemistry. 275 (44): 34580—34585. PMID 10946001. doi:10.1074/jbc.M007399200 .
- Cebo C, Durier V, Lagant P, Maes E, Florea D, Lefebvre T,  . (април 2002). „Function and molecular modeling of the interaction between human interleukin 6 and its HNK-1 oligosaccharide ligands”. The Journal of Biological Chemistry. 277 (14): 12246—12252. PMID 11788581. doi:10.1074/jbc.M106816200 .
- Ouzzine M, Gulberti S, Levoin N, Netter P, Magdalou J, Fournel-Gigleux S (јул 2002). „The donor substrate specificity of the human beta 1,3-glucuronosyltransferase I toward UDP-glucuronic acid is determined by two crucial histidine and arginine residues”. The Journal of Biological Chemistry. 277 (28): 25439—25445. PMID 11986319. doi:10.1074/jbc.M201912200 .
- Brenchley JM, Karandikar NJ, Betts MR, Ambrozak DR, Hill BJ, Crotty LE,  . (април 2003). „Expression of CD57 defines replicative senescence and antigen-induced apoptotic death of CD8+ T cells”. Blood. 101 (7): 2711—2720. PMID 12433688. doi:10.1182/blood-2002-07-2103 .
- Jirásek T, Hozák P, Mandys V (2003). „Different patterns of chromogranin A and Leu-7 (CD57) expression in gastrointestinal carcinoids: immunohistochemical and confocal laser scanning microscopy study”. Neoplasma. 50 (1): 1—7. PMID 12687271.
- Jeffries AR, Mungall AJ, Dawson E, Halls K, Langford CF, Murray RM,  . (јул 2003). „beta-1,3-Glucuronyltransferase-1 gene implicated as a candidate for a schizophrenia-like psychosis through molecular analysis of a balanced translocation”. Molecular Psychiatry. 8 (7): 654—663. PMID 12874601. doi:10.1038/sj.mp.4001382 .
- Chochi K, Ichikura T, Majima T, Kawabata T, Matsumoto A, Sugasawa H,  . (2004). „The increase of CD57+ T cells in the peripheral blood and their impaired immune functions in patients with advanced gastric cancer”. Oncology Reports. 10 (5): 1443—1448. PMID 12883721. doi:10.3892/or.10.5.1443.
- Kakuda S, Shiba T, Ishiguro M, Tagawa H, Oka S, Kajihara Y,  . (мај 2004). „Structural basis for acceptor substrate recognition of a human glucuronyltransferase, GlcAT-P, an enzyme critical in the biosynthesis of the carbohydrate epitope HNK-1”. The Journal of Biological Chemistry. 279 (21): 22693—22703. PMID 14993226. doi:10.1074/jbc.M400622200 .
- Matsubara K, Yura K, Hirata T, Nigami H, Harigaya H, Nozaki H,  . (2005). „Acute lymphoblastic leukemia with coexpression of CD56 and CD57: case report”. Pediatric Hematology and Oncology. 21 (7): 677—682. PMID 15626024. S2CID 41086927. doi:10.1080/08880010490501105.
- Ibegbu CC, Xu YX, Harris W, Maggio D, Miller JD, Kourtis AP (мај 2005). „Expression of killer cell lectin-like receptor G1 on antigen-specific human CD8+ T lymphocytes during active, latent, and resolved infection and its relation with CD57”. Journal of Immunology. 174 (10): 6088—6094. PMID 15879103. doi:10.4049/jimmunol.174.10.6088 .
- Assouti M, Vynios DH, Anagnostides ST, Papadopoulos G, Georgakopoulos CD, Gartaganis SP (јануар 2006). „Collagen type IX and HNK-1 epitope in tears of patients with pseudoexfoliation syndrome”. Biochimica et Biophysica Acta (BBA) - Molecular Basis of Disease. 1762 (1): 54—58. PMID 16257185. doi:10.1016/j.bbadis.2005.09.005 .
- Barré L, Venkatesan N, Magdalou J, Netter P, Fournel-Gigleux S, Ouzzine M (август 2006). „Evidence of calcium-dependent pathway in the regulation of human beta1,3-glucuronosyltransferase-1 (GlcAT-I) gene expression: a key enzyme in proteoglycan synthesis”. FASEB Journal. 20 (10): 1692—1694. PMID 16807373. S2CID 16549210. doi:10.1096/fj.05-5073fje.
- Sada-Ovalle I, Torre-Bouscoulet L, Valdez-Vázquez R, Martínez-Cairo S, Zenteno E, Lascurain R (децембар 2006). „Characterization of a cytotoxic CD57+ T cell subset from patients with pulmonary tuberculosis”. Clinical Immunology. 121 (3): 314—323. PMID 17035093. doi:10.1016/j.clim.2006.08.011.

## Spoljašnje veze
- CD57+Antigen на 
- Human B3GAT1 genome location and B3GAT1 gene details page  in the UCSC Genome Browser.